# لا فيغا (أورينسي)
بلدية المَرج أو  لا فيغا (بالإسبانية: La Vega) هي بلدية تقع في مقاطعة أورينسي التابعة لمنطقة غاليسيا شمال غرب إسبانيا.

## الديموغرافيا
بلغ عدد سكان بلدية لا فيغا 1.048 نسمة عام 2011 (وفقاً للمعهد الوطني للإحصاء الإسباني).
| 1.538 | 1.445 | 1.387 | 1.273 | 1.204 | 1.106 | 1.048 |

## أعلام
- بابلو لاجو